# Frigo l'esquimau
Pour plus de détails, voir Fiche technique et Distribution.
Frigo l'esquimau (The Frozen North) est un film muet américain écrit et réalisé par Buster Keaton et Edward F. Cline, sorti en 1922.

## Fiche technique
- Titre : Frigo l'esquimau
- Titre original : The Frozen North
- Réalisation : Buster Keaton et Edward F. Cline
- Scénario : Buster Keaton et Edward F. Cline
- Photographie : Elgin Lessley
- Direction technique : Fred Gabourie
- Producteur : Joseph M. Schenck
- Société de production : Buster Keaton Comedies
- Société de distribution : Metro Pictures Corporation
- Pays de production :  États-Unis
- Langue : film muet avec les intertitres en anglais
- Format : Noir et blanc — 35 mm — 1,37:1 — Muet
- Genre : Comédie
- Durée : deux bobines
- Dates de sortie : 
  - États-Unis : 28 août 1922

## Distribution
- Buster Keaton : l'homme
- Sybil Seely : la femme
- Bonnie Hill : la jolie voisine
- Freeman Wood : son mari
- Edward F. Cline : le nettoyeur
- Joe Roberts : le chauffeur